# 笈川幸司
笈川 幸司（おいかわ こうじ、1970年＜昭和45年＞4月20日 - ）は、中国で活動する日本語教育者。元議員秘書、元お笑い芸人。

## 主な経歴
- 埼玉県所沢市出身。日本大学文理学部教育学科卒業。
- 高校時代は、所沢北高校野球部に所属。公式戦成績は１打数０安打。[1]
- 大学時代は、７回海外旅行をして見聞を広めた。[2]
- 大学卒業後、衆議院議員公設秘書を経て、漫才師になるが、鳴かず飛ばずで2001年に中国に渡る。[3]
- 2002年から2011年まで、清華大学と北京大学で日本語教師として教鞭をとって、独自の教授法を編み出し、日本語コンテストの優勝者を200人以上輩出。
- 2010年、雑誌アエラが特集した『中国に勝った日本人100人』に選出された。[4]
- 在中国日本国大使館の後援、インターリンク、CASIO、リクルートの支援のもと、2011年9月20日、大連理工大学での講演会を皮切りに、『日中国交正常化四十周年記念全国講演マラソン』で、中国110都市396校、世界33カ国、75校（2020年10月現在）で「日本語学習方法」をテーマに講演会を実施する。2015年以降、中国以外の国でも講演会を行い、2018年にはケニア、2019年にはインド、中央アジア（キルギス、カザフスタン、ウズベキスタン）まで遠征講演を行った。[5][6][7]
- 2013年6月、 北京外国語大学北京日本学研究センター卒業修士号取得。
- 2013年10月、佳思栄（北京）教育諮詢有限会社を設立。[8]
- 2019年、NEEWSWEEKが発表した『世界が尊敬する100人の日本人』の一人に選出された。[9]
- 2020年9月現在、湖南師範大学、成都理工大学、河北農業大学、安徽合肥学院、信阳師範学院、桂林旅游学院、山東德州学院、山東菏澤学院、遼寧遼東学院、厦门城市職業学院の客員教授。

## 人物
- 2001年教師資格も経験もないまま中国の大学で日本語教師となり、授業のやり方がわからず、学生とジョギングを始めたり[10]、学生からの質問に答えられず、見学にきていた他の先生に聞いたりして[11]、ピンチを切り抜けた。
- 2006年から、北京市内の大学生を集め、一緒に日本語の練習をして、お披露目会をする。[12]
- 座右の銘は、『この世に失敗はない。まだ成功していないだけだ』。[13]
- 中国人大学生の日本に対する見方についてコメントをすることがある[14]。中国300大学を訪問し、講演会を行うなど[15]、現場をよく知っている。
- 握手をしながら会話を進めて行くスタイル、 「笈川メソッド」と呼ばれる日本語教育法を独自に考案した。日本人から見ると気恥ずかしく感じるが、「中国人も同じ。だからこそ、効果的なんです」（笈川）。同じ会話を3回ずつ繰り返すのだが、話していくうちに自然と中身が肉づけされていき、いつの間にか流暢に会話ができるようになっていくのだという。[16]

## エピソード
- 2011年9月、在中国日本国大使館において、『北京市男子日本語スピーチ大会』を企画、開催したが、その理由を「女子が強すぎるので、男子に自信を持ってもらいたい。入賞すれば、家族に自慢ができるし、就活にも有利になる」と語った。また、清華大学の同僚・駒澤千鶴先生に日本語教育のイロハを教えてもらい、作文やスピーチで一番大切なのは、型やスキルではなく、「心を込めること」だと教わったと述べている。[17]
- 2012年、尖閣問題で反日デモが起きる直前に、中国人学生を北京に集め、日本語特訓を行っている。TBS『NEWS23クロス』では、「教師の笈川幸司さんは大人気で、日本語を学ぶ生徒達は、今まで出会ってきた日本人は優しくて礼儀正しい人達だったとコメントした。また、尖閣諸島の抗議デモが中国では行われたが、それは中国13億人の中の一部だけだと語った」と紹介されている。笈川は、「日本語を勉強すれば日本を好きになる人が増える」と述べている。[18]
- 2014年10月、東京大学工学部峯松研究室主催のイベントで、日本で初めての講演会として、『中国人学習者を対象とした効果的な音声指導の実践』をテーマに講演を実施。[19]
- 2015年3月31日から一年間、NHKワールドラジオ「やさしいにほんご」の中の笈川先生の金の鍵を担当。
- 2020年、COVID19の流行で、日本語講演マラソンと特訓合宿ができなくなり、武漢の学生に無料でオンライン授業を実施する。[20]

## メディア取材・記事
- 2007年6月、日中国交35年を記念した中国国営テレビ局（CCTV）の番組で、「大学時代は勉強をしないでアルバイトをして、海外旅行に７回行った」と発言し、「若いときは勉強するより、思い切り遊び、30歳を過ぎてから、汗を流して働いたほうがよい」と持論を展開し、伝統的な中国人の価値観、常識を覆す意見を堂々と述べたため、観衆と視聴者を驚かせた。のちに、「学生時代に海外に出ていなかったら、45歳で中国以外の国に行き、授業する勇気は持てなかっただろう」と語っている。[2]
- 2009年10月、中国最大の日本語サイト人民網日本語版の企画で、記者がはじめて笈川の特訓部屋に入り、自宅をスピーチ専用スペースにしていることがわかった。そこには、大型スクリーン、講壇、マイク、スポットライトなどが設置されていた。[21]
- 2011年8月、朝日新聞の取材を受けて、数々の挫折を経て、中国で有名教師となり、これから日本語講演マラソンに始めるという内容である。母は、福島県浜通りに住んでおり、この年3月11日、東日本大震災で避難し、その後６年間、いわき市の仮設住宅で暮らしていたと語った。[3]
- 2012年5月、日中国交正常化40周年を記念し、Eテレでは、中国で活躍する五人の日本人を取り上げ、彼らの中国生活を紹介した。笈川は、中国語の軽声を利用した発音指導と「笈川楽譜」によって、中国のどの地方の学生もきれいな発音で日本語を話すことができるようになり、全国各地のスピーチ大会で数多くの学生が優勝したことが紹介されている。[22]
- 2012年8月、日本テレビ『心ゆさぶれ！先輩ROCK YOU』、お笑い芸人・極楽とんぼの加藤浩次がMCの番組、ゲストは俳優の藤原竜也の回。後半のコーナー・心『ゆさぶるトｳルーストーリー』では、日本語教師になったばかりの時にはうまく教えられなかったのが、教え子たちと早朝ジョギングをしながらコミュニケーションを取り始め、信頼関係を築くようになって化学反応が起こったことが紹介される。笈川が指導した学生によるスピーチのビフォー・アフターが比較され、その変化の大きさにスタジオからは驚きの声が上がった。[23]
- 2012年10月、両国関係が悪化した後、中国におけるビジネスにどんな影響が出たのかを、アエラが2年前に取材した「中国に勝った日本人52名」に、緊急アンケートを実施した。笈川は「講演活動はほとんどできない状態だ」と答えた。[24]
- 2013年９月、キャスター・膳場貴子から取材を受け、「反日デモから一年経った今でも中国人学生の日本への興味は薄れていない。中国では、ドラマ半沢直樹が人気だ」と答えている。[25]
- 2014年4月、毎日新聞の取材で、2001年から2014年までの間に、中国人学生の生活スタイルが一変し、社会全体が経済的に豊かになっていることを語っている。[26]
- 2014年7月、北海道新聞の取材で、独自のテキスト『笈川極秘の教科書』が紹介された。職場や友人との会話で使える例文を繰り返し読むことで、日本社会独特の「謙虚さ」や「気配り」など、文化習慣を理解できるように工夫されていると掲載された。笈川の教え子たちは、数々の日本語スピーチコンテストで優勝し、採用する日本企業にも「職場ですぐに溶け込める」と評判だ。[27]
- 2014年7月、西日本新聞の取材日に講演したゲストの寺崎秀俊所長（自治体国際化協会）は、「笈川先生の学生は、『夕張市の破綻問題をどう考えるか』『開発と環境保全の調和に対する考えは』といった高度な質問が続々と飛び出し、その意気込みに感動した」と驚いた。[28]
- 2014年8月、笈川が特訓合宿中に北京で開催した日本語のアナウンス大会の様子を将棋棋士中村太地七段が興味深いニュースということで取り上げた。日本語を専攻する270人もの中国人大学生が、1ヶ月近い合宿生活をしながら日本語を特訓し、その成果を披露した。スタジオで、北京で行われた日本語のアナウンス大会についてのトーク。中村太地はこの話題について「とてもいいニュースだと思います」などと話した。この大会を主催をした笈川は、このところの日中関係の悪化で「中国の大学生の間には日本語を学んでいることを周囲に打ち明けにくい雰囲気がある」と語った。[29]
- 2015年10月、アエラが中国人に行ったアンケートでは、「嵐の番組を見たら間違いなく爆笑」「『嵐にしやがれ』など日本語がわからなくても笑える」などの感想が多数あったが、笈川は、「いま日本を代表する笑いは『嵐』だ」と語った。中国の若者が嵐に惹かれる理由を、中国社会がかかえるストレスと無関係ではないと分析した。「本質的な優しさに基づく笑いを中国の若者は求めている。嵐は笑いもとるし、オシャレでカッコよくて礼儀正しく、お年寄りに優しい。人を辱めずに面白いことが言えて、自虐もできる。こうした振る舞いが、中国の若者にはすごくステキに映るんでしょう」と語った。[30]
- 2015年12月、朝日新聞の取材で、中国の辺鄙な地にも大学があり、そこに日本語学科もある。しかし、そこには日本人留学生がいないので、学生にとって、日本人イコール教師であり、中国にいる多くの日本人教師は、授業以外も朝から晩まで一日中学生と向き合い、交流を続けているので、もともと悪かった中国人の日本へのイメージが良くなってきていると語った。[31]
- 2016年11月、世界講演を終えた後、東京新聞の取材で、笈川の講演スタイルは、漫談家の綾小路きみまろだといい、大きなアクションとともに独自のノウハウを使って教える熱血指導で、教え子がスピーチ大会で上位を独占、日本語教育界で注目を浴びる存在となった。この遠征講演により、日本語教育の盛んな国にはほとんど行ったことになる。日本語を学ぶ学生が増えれば、日本好きも増えて行くはずと語っている。[32]
- 2017年1月、外務大臣表彰個人賞を受賞後、読売新聞中国アジア版の取材で、「学生たちが日本語学習を通して、日本や日本人への理解を深め、日本のファンになってもらいたい」「中国の学生たちが、日本語教師としての私を育ててくれた、恩返しの気持ちも込めて、今後も日中友好の役に立てるように頑張りたい」と語った。[33]
- 2019年6月、フジテレビの取材で、中国の大学で10年間教えていたときの月給は5万円くらい。今、大学の教師の月給は、十数万円くらいになっていると語っている。[34]
- 2019年10月、NHK総合『逆転人生』、草なぎ剛（元スマップ）と山里亮太（南海キャンディーズ）がスタジオで大感動する。笈川は、かつて売れないお笑い芸人だった。芸人の夢をあきらめ、単身中国へ。そこで天職を見つけ、日本語教師として生きて行くことを決意する。2012年、尖閣諸島に端を発する激しい反日デモのさなかに開催された日本語大会で、集まった中国の若者たちの日本語メッセージも番組で公開される。[11]
- 2020年5月、朝日新聞埼玉版『青春スクロール』、高校時代はのんびりと過ごし、野球部ではずっと補欠で、公式戦１打数０安打。監督は、笈川のいないところで褒めていたそうで、陰で人を褒めるやり方は、今の日本語教育に生かされていると語った。長渕剛さんのモノマネが好きで、クラスの文化祭の出し物は「笈川幸司モノマネショー」だった。[35]
- 2020年5月、NHK総合『逆転人生』（緊急企画！新型コロナウイルス逆転の秘策)で、COVID−19の震源地・武漢の学生たちにオンライン授業を無償で行うなど、日本語教育を続けていることが放送された。[20]
- 2020年8月、NHKワールドラジオ『四海兄弟』で、中国語で、これまでの20年の中国生活を振り返り、様々な質問に答えている。日中友好について、どう思うかという質問に対し、このようなことを冷静に自己分析して、答えを出したいと思わない。感覚が大事だから、言葉にしたくないと述べている。[36]

## 受賞歴
- 2010年、『笈川日本語教科書』（大連理工大学出版社）中国書刊発行業協会『2010年度全行業優秀暢銷品種（ベストセラー賞）』受賞。[37]
- 2016年、外務省平成28年度外務大臣表彰個人賞を受賞。「中国における日本語教育の推進」が受賞理由だった。[38][39]
- 2021年、文化庁長官表彰[40]

## 主な著書
- 2009年、『笈川日本語教科書』（大連理工大学出版社)[41]
- 2013年 、「こうして僕は自分の生き方を見つけた」(東洋出版)[42]